# Amakakondre
Amakakondre, ook Amakakondë, is een dorp in het district Sipaliwini in Suriname. Het ligt tegenover Abenaston aan de Boven-Surinamerivier; stroomopwaarts ligt Kaajapati.
Het dorp doet mee aan het recyclingproject van Support Recycling Suriname (SuReSur) en heeft daardoor een inzamelpunt voor plastic flessen.
Tussen Amakakondre en Kaajapati ligt op ongeveer een kwartier wandelen het vakantieresort Ko i sa böo, midden in het bos met kleine huisjes aan een kreek.
In het dorp bevindt zich een basisschool. In 2020 organiseerde de Social Army in Amakakondre en Abenaston activiteiten in verband met Kinderdag, zoals een dansworkshop, optredens van artiesten en een vuurwerkshow. Ook werden ingezamelde spullen meegebracht, zoals kleding, speelgoed, snoep en eten.
Abenaston · Adawai · Akisiaman · Akwaukondre · Amakakondre · Asenbaso · Asidonhopo · Aurora · 
Begoeba · Begoon · Bekiokondre · Bendikwai · Bendiwata · Biudoematoe  · Bofokoele · Botopasi ·
Dan · Dangogo · Daume · Debikè · Deboo · Djemongo · Djoemoe · Duwatra ·
Foetoenakaba · Gingiston · Goddo · Godowatra · Goejaba · Gran Slee · Grantatai · Gunsi ·
Heikoenoenoe · Jawjaw ·
Kaajapati · Kajana · Kambaloea · Kampoe · Koonoo · Kuututen ·
Ladouanie · Lespansi · Ligorio · Malobi · Malroseekondre · Masiakriki · Moitori ·
Nazaleti · Nieuw-Aurora · Padalafanti · Pambo Oko · Pikin Slee · Pingpe · Pokigron ·
Saloebanga · Semoisi · Soolan · Stonhoekoe · Tjaikondre · Toemaripa · Toetoeboeka